# Morijama Daidó
Morijama Daidó (森山大道, Hepburn-átírással: Moriyama Daidō) (Ikeda, Oszaka prefektúra, 1938. október 10. –) japán fotográfus. Fő témája a háború utáni Japán.

## Élete
1938. október 10–én született Ikedában, Oszaka prefektúrában, ikertestvérével együtt, aki azonban kétéves korában meghalt. Tizenhárom évesen készítette első felvételét, akkor még egy játékkamerával. Később ipari formatervezést tanult. Tanulmányai befejezése után egy design cégnél helyezkedett el. Néhány évre rá elvesztette érdeklődését a design iránt és Takeji Iwamiyanál kezdett fotózást tanulni.
1961-ben Tokióba költözött, hogy csatlakozzon a legendás fotográfiai csoporthoz, a VIVO-hoz. Sajnos a csoport rövid időn belül feloszlott, de kétségkívül mély nyomot hagyott a japán fotográfia történetében.
Asszisztensi munkát kapott Eikoh Hosoe mellett, aki a VIVO egyik alapítója volt. Segédkezett az Ordeal by Roses című sorozatának elkészítésénél, 1961–1962 között.
Nem sokkal később egy baloldali fotósokból álló csoporthoz is belépett. A csoport tagjait a háború utáni amerikai befolyás ellenérzése kapcsolta össze. Moriyama több olyan felvételt is készített, ahol a tokiói bevásárlóközpontokban, boltokban amerikai termékek hosszú sora található a polcokon.
A hatvanas évek végén újabb lehetősége adódott és részt vett a Purovōku (Provoke) nevű kísérleti fotósmagazin munkájában. A többi tagtól eltérően Moriyama kivonta magát a politikai megnyilvánulások alól. A lap nem élt meg hosszú életet, Moriyama mégis nagy hatást gyakorolt az akkori japán fotósvilágra.

## A streetfotó atyja
Daido Moriyama a hatvanas évek kiemelkedő alakja volt és a mai napig az egyik legkiemelkedőbb fotográfusként tartják számon, nem csak Japánban de nemzetközi szinten is.
Fontos munkái közé tartozik a Nippon gekijō shashinchō, melyben a városi élet sötét oldalát és a kevésbé ismert városi részeket mutatja be. Célja az elmaradott területek megmutatása volt, melyek jelentősen különböztek Japán iparosodott területeitől.
Fotózás iránti szenvedélye és elkötelezettsége 1965–ben kezdett igazán kibontakozni, miután a Yokosuka közelében lévő amerikai légi támaszpont mellé költözött. Ekkor kezdte el járni az utcákat, kutatva a legkülönbözőbb témák után. Fotózott nőket, férfiakat, állatokat, gyerekeket. Az utcai élet sötét és sokszor meghökkentő világát. Betért elszegényedett kabuki színházakba, sztriptíz bárokba és amerikai katonáknak fenntartott kocsmákba is. Kisméretű kézi kamerájával járta az utcákat, akár éjszaka, akár nappal.
Az idő előrehaladtával egyre több nemzetközi meghívást kapott, egyre szélesebb körben kezdték elismerni. Első úti célja (1971–ben) New York volt, ahová Tadanori Yokoo grafikussal utazott.
Számtalan kiállítás után megalapította galériáját majd tanítani kezdett, fotóstanfolyamokat szervezett.

## Technikája
Korát meghaladva, egyik példaképéhez William Kleinhez hasonlóan, újraértelmezte az addigi fényképészeti irányelveket és formákat. Erősen kontrasztos, szemcsés ábrázolásmódja, monokróm technikája és különleges szögből beállított képei átalakították a kor fényképészeti kifejezés módját.
Nem fordít különösebb figyelmet a fotók kompozíciójára, nem célja a szép láttatása. Felvételein a kemény valóság, az őszinteség tükröződik.
Leghíresebb képei közé tartozik a Stray Dog, melyet többször felhasznált kiállításai során, mindig más kompozícióban. A kutya hol jobbról, hol balról néz vissza a kamerába.
Mivel felvételeit a legtöbb esetben utómunkával látja el, gyakorta előfordul, hogy a különböző helyeken megjelent színes felvételeket (munkássága során előfordulnak színes felvételek is, bár jóval ritkábban, mint a monokróm alkotások) kiállításain már fekete – fehér formában prezentálja.
Több mint 100 kiállítás és 150 kötet jegyzi a nevét, továbbá rendszeresen hívják vendégelőadásokra a japán egyetemek.
Művészetére hatással vannak; Seiryū Inoue, Shōmei Tōmatsu, William Klein, Andy Warhol, Eikoh Hosoe, a japán író Yukio Mishima, a japán drámaíró Shūji Terayama, és Jack Kerouac Úton című regénye.

## Művei
- Documentary 1-5. 1972–73
- Another Country 1974
- Tales of Tono. Asahi Sonorama, 1976
- Japan, A Photo Theater II. Asahi Sonorama, 1978
- Light and Shadow Tojusha, 1982
- Memories of a Dog - Places in My Memory Asahi Shinbunsha, 1984 (Esszék)
- A Dialogue with Photography Seikyūsha, 1985 (Esszék)
- A Journey to Nakaji, Sokyusha, 1987
- Moriyama Daidō 1970-1979 Sokyusha, 1989
- Lettre a St. Lou Kawade Shobo Shinsha, 1990
- Daido hysteric No.4 Hysteric Glamour, 1993
- Color Sokyusha, 1993
- Daido hysteric No.6 Hysteric Glamour, 1994
- Japan, A Photo Theater Shinchosha, 1995
- A Dog's Time Sakuhinsha, 1995
- Imitation Taka Ishii Gallery, Tokyo, 1995
- From/ Toward Photography Seikyūsha, 1995 (Esszék)
- A Dialogue with Photography Seikyūsha, 1995 (Esszék)
- Daido hysteric Osaka No.8 Hysteric Glamour, 1997
- Moriyama Daidō Nihon no shashinka 37. Iwanami Shoten, 1997
- Hunter Taka Ishii Gallery, Tokyo, 1997
- Fragments Composite Press, Tokyo, 1998
- Memories of a Dog - Places in My Memory, the final Asahi Shinbunsha, 1998 (Esszék)
- Passage Wides, 1999
- Dream of water Sokyusha, 1999
- Visions of Japan: Daido Moriyama Korinsha, Tokyo, 1999
- Color 2 Sokyusha, Tokyo, 1999
- Past is every time new, the future is always nostalgic Seikyūsha, 2000
- Memories of a Dog - Places in My Memory Kawade Shobo Shinsha, 2001
- Memories of a Dog - Places in My Memory, the final Kawade Shobo Shinsha, 2001
- The Japanese Box - Facsimile reprint of six rare photographic publications of the Provoke era, Edition 7L / Steidl, 2001
- Platform Daiwa Radiator Factory and Taka Ishii Gallery, 2002
- '71- NY Daido Moriyama PPP Editions, 2002
- Shinjuku Getsuyosha, 2002
- transit Eyesencia, 2002
- Daido Moriyama 55 Phaidon Press, 2002
- Daido Moriyama, The Complete Works vol. 1, Daiwa Radiator Company, 2003
- Daido Moriyama: Actes Sud Foundation Cartier pour l’art contemporain, 2003
- RemixGalerie Kamel Mennour, 2004
- Daido Moriyama Guiding Light, 2004
- Memories of a Dog Nazraeli Press, 2004
- Daido Moriyama, The Complete Works vols 2-4, Daiwa Radiator Factory, 2004
- Wilderness! Parco, 2005
- Shinjuku 19XX-20XX Codax, 2005
- Tokyo Reflex New Art Gallery, 2005
- Buenos Aires Kodansha, 2005
- Lettre a St. Lou Kawade Shobo Shinsha, 2005
- Shinjuku Plus Getsuyosha, 2006
- Record no. 6 Akio Nagasawa, 2006
- t-82, PowerShovelBooks, 2006
- it, Rat Hole, 2006
- Farewell Photography, PowerShovelBooks, 2006
- Snap (Record extra issue No. 1) Akio Nagasawa, 2007
- Record no. 8 Akio Nagasawa, 2007
- Kagero & Colors, PowerShovelBooks, 2007
- Hawaii Getsuyosha, 2007
- Osaka Plus Getsuyosha, 2007
- Erotica, Asahi Shinbunsha, 2007
- Record no. 7 Akio Nagasawa, 2007
- Tales of Tono Kobunsha, 2007
- Yashi Fondation Cartier pour l’art contemporain, Paris, and Taka Ishii Gallery, Tokyo, 2008
- Tsugaru. Tokyo: Taka ishii Gallery, 2010. Hardback.
- Remix, Galerie Kamel Mennour, 2012
- Paris 88/89, Poursuite, 2012

## Kiállításai
- 1990 - Moriyama Daido Photo Exhibition, Zeit Photo Salon, Tokyo
- 1992 - Moriyama Daido : Works of 1970's, Il Tempo, Tokyo
- 1993 - Moriyama Daido Photo Exhibition, Laurence Miller Gallery, New York City
- 1993 - Moriyama Daido : Photo Installation, On Sunday's, Tokyo
- 1994 - Moriyama Daido Photo Exhibition, On Sunday's, Tokyo
- 1995 - Peeping Out, Place M, Tokyo
- 1995 - Imitation, Taka Ishii Gallery, Tokyo
- 1996 - Color, Taka Ishii Gallery, Tokyo
- 1997 - Osaka, Taka Ishii Gallery, Tokyo
- 1998 - Osaka, Taka Ishii Gallery, Los Angeles
- 1998 - Fragments, Parco Gallery, Tokyo
- 1999 - Tokyo Colors, The Deep Gallery, Paris
- 1999 - Daido Moriyama: Stray Dog, San Francisco MOMA, San Francisco The Metropolitan Museum, Japan Society, New York City
- 1999 - Tono Story, Taka Ishii Gallery, Los Angeles
- 1999 - Rafflesia, Taka Ishii Gallery, Tokyo
- 2000 - Daido Moriyama: Stray Dog, Fotomuseum Winterthur, Switzerland, Museum Folkwang, Essen, Germany
- 2000 - Passage, Taka Ishii Gallery, Tokyo
- 2001 - Daido Moriyama: Stray Dog, Harvard University Art Museums, Cambridge, MA, Museum of Photographic Arts, San Diego, CA
- 2002 - Shinjuku, Taka Ishii Gallery, Tokyo
- 2002 - Platform, Light and Shadow, Daiwa Radiator Factory, Hiroshima
- 2002 - '71 – NY, Roth Horowitz, New York City
- 2002 - Daido Moriyama: Shinjuku - Platform - Light & Shadow, The Museum of Contemporary Art, Nagoya, Japan
- 2002 - inside the white cube: Antipodes, White Cube, London
- 2003 - Moriyama Daido 1965-2003, Shimane Art Museum, Shimane, Kushiro Art Museum, Hokkaido, Japan, Kawasaki City Museum, Kawasaki, Japan
- 2003 - Fondation Cartier pour l'art contemporain, Paris
- 2004 - Daido Moriyama, Shine Gallery, London
- 2004 - Daido Moriyama, Maruzen Marunouchi Gallery, Tokyo
- 2004 - Daido Moriyama Colour prints and vintages, Galerie Priska Pasquer, Cologne, Germany
- 2004 - Remix, Galerie Kamel Mennour, Paris, France Art Cologne 2004, Cologne, Germany
- 2005 - vintage and modern prints daido moriyama, Galerie Bob van Oursow, Zurich
- 2005 - Daido Moriyama, Gallery RAKU (Kyoto University of Art and Design), Kyoto, Japan
- 2005 - Buenos Aires, Gallery D’s (Kyoto University of Art and Design), Kyoto, Japan
- 2005 - Buenos Aires, epSITE, Epson Imaging Gallery, Tokyo
- 2005 - Buenos Aires, Taka Ishii Gallery, Tokyo
- 2005 - Tokyo, Reflex New Art Gallery, Amsterdam
- 2005 - Wilderness! Logos gallery, Tokyo
- 2006 - Daido Moriyama, Foam Fotografiemuseum Amsterdam
- 2006 - shinjuku 1973, 25pm, Taka Ishii Gallery, Tokyo
- 2006 - it, Rat Hole Gallery, Tokyo
- 2007 - Daido Moriyama Retrospektive ab 1965, Die Photographische Sammlung/SK Stiftung Kultur, Cologne, Germany
- 2007 - Daido Moriyama Retrospectiva desde 1965, Centro Andaluz de Arte Contemporaneo, Sevilla, Spain
- 2007 - Hawaii, Taka Ishii Gallery, Tokyo
- 2007 - Vintage prints from the 1960s and 70s, Galleri Riis, Oslo
- 2008 - Daido Retrospective 1965-2005, Daido Hawaii, Tokyo Metropolitan Museum of Photography, Tokyo
- 2008 - bye-bye polaroid, Taka Ishii Gallery, Tokyo
- 2008 - Shinjuku, Tokyo, Studio Guenzani, Milan
- 2008 - Hokkaido, Rathole Gallery, Tokyo
- 2008 - The 80’s, Vintage Prints, Steven Kasher Gallery, New York City
- 2010 - Hawaii, Luhring Augustine, New York City
- 2010 - Visioni del Mondo, Fotomuseo Giuseppe Panini, Modena, Italy
- 2010 - Tsugaru, Taka Ishii Gallery, Tokyo
- 2011 - On the Road, National Museum of Art, Osaka
- 2013 - Daido Moriyama: Now and Now , Steven Kasher Gallery, New York City

## Díjak
- 1967 - New Artist Award from the Japan Photo-Critics Association
- 1983 - Photographic Society of Japan awards
- 2003 - The 44th Mainichi Art Award
- 2004 - Deutsche Gesellschaft für Photographie